# Rampura (Rewa Kantha)
Rampura fou un estat tributari protegit a l'agència de Rewa Kantha, presidència de Bombai divisió de Sankhera Mehwas.
Tenia una superfície d'11 km² i hi havia vuit propietaris-tributaris. Els ingressos s'estimaven en 558 lliures i el tribut era de 1.424 rupies pagades al Gaikwar de Baroda.